# 白盤軟珊瑚
白盤軟珊瑚(學名:Discophyton rudyi ,英文:White disc soft coral)是白盤軟珊瑚科、白盤軟珊瑚屬的一個單型物種。可以少數可以生活在冷水中的珊瑚。

## 名字
白盤軟珊瑚是以Disc(薄的扁圓形物體)+phyton(生物)。

## 棲息分佈
分佈於太平洋西北地區的美國西北、加拿大西南的淺水地區。生活在水深0~35公尺，水溫17°C - 20°C。

## 特徵
珊瑚群體有透明的薄膜，其中珊瑚裡的共骨骼之間裡面也有著非常薄的膜，而且珊瑚並不是在一起，而是分開的。
珊瑚蟲缺乏骨針，在共骨骼裡可以找到，的不規則形狀，但大部分長得像放射現狀的。

## 分類
過往此種被分在軟珊瑚科的軟珊瑚屬，但是此種並與軟珊瑚屬的物種並不相近，所以2003 McFadden和Hochberg再重新建立新的屬(Discophyton)，在2022重新建立一個科。

## 資料來源
1. ↑  . www.marinespecies.org.   [2023-09-17]. （原始内容存档于2023-09-18）.
2. ↑  . www.gbif.org.   [2023-09-17]. （原始内容存档于2023-09-18） （中文（臺灣））.
3. ↑  . www.reeflex.net.   [2023-09-17]. （原始内容存档于2023-09-18）.
4. ↑   (PDF). Bulletin of the Society of Systematic Biologists.   [2023-09-17]. （原始内容存档 (PDF)于2023-09-18）.